# Molophilus paulus
Molophilus paulus là một loài ruồi trong họ Limoniidae. Chúng phân bố ở miền Tân bắc.